# Gennaro Rubino

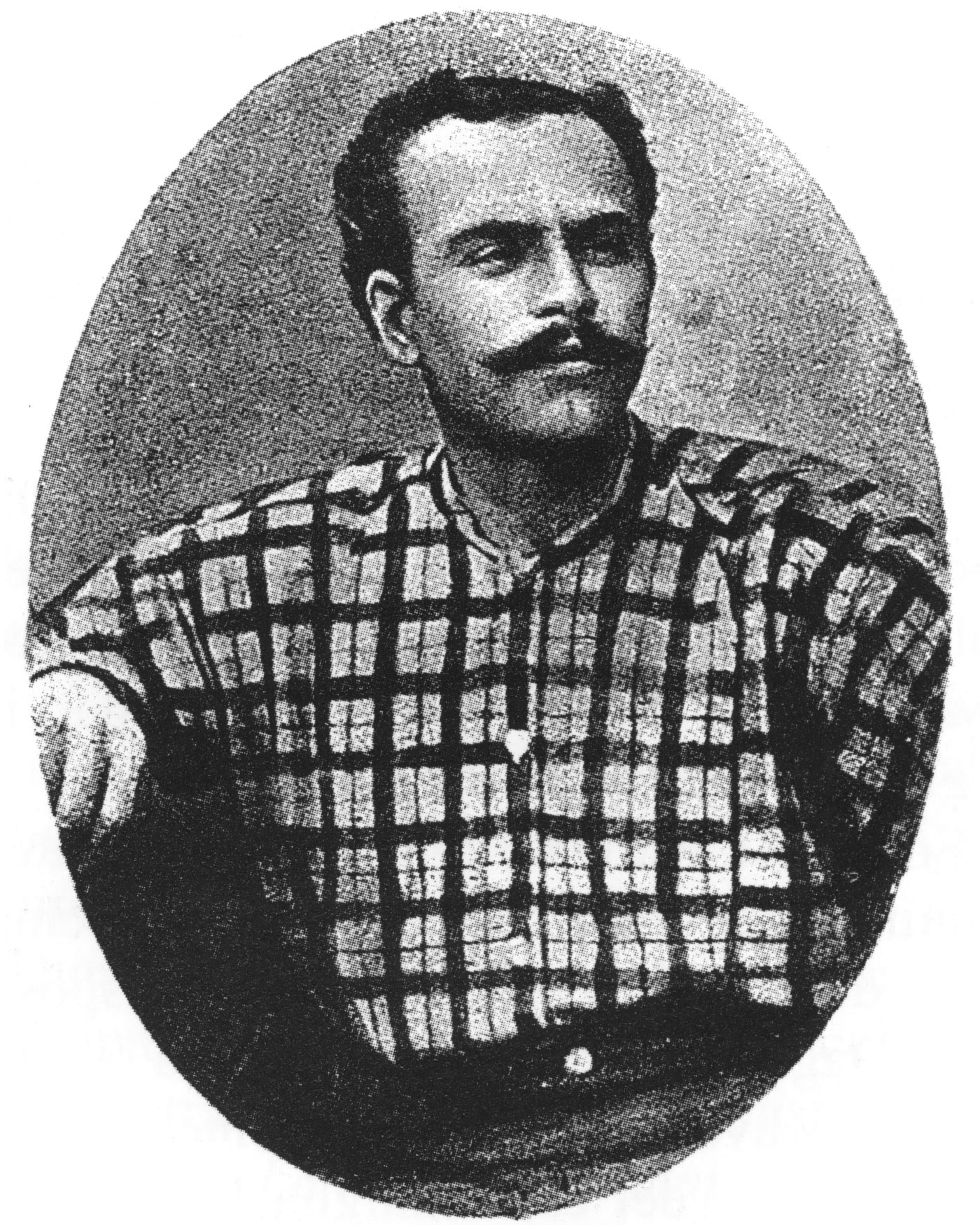
Gennaro Rubino in 1894

Gennaro Rubino (Bitonto, Puglia, 23 november 1859 — Leuven 14 maart 1918) was een Italiaanse anarchist, die op 15 november 1902 een aanslag op Leopold II van België pleegde.

## Italië
Gennaro Rubino werd geboren in het Italiaanse Bitonto, tijdens de periode van de Italiaanse eenwording. Zijn vader was smid en vrijdenker. Zijn moeder stierf toen hij nog geen jaar oud was. Na een slechte kindertijd, na onderbroken studies vanwege geldgebrek, na rondzwerven en bedelen, waarbij hij rebelse ideeën opdeed met een drang tot verzet tegen misère en onrecht, nam hij in 1878 dienst in het Italiaanse leger, hopende daar te kunnen verder studeren. De militaire discipline was niets voor hem. In 1884 werd hij gedegradeerd en veroordeeld tot vijf jaar cel voor het schrijven van gezagsondermijnende artikels in een republikeins blad. In 1887 werd hij vrijgelaten en keerde hij naar Bitonto terug. Hij trouwde er met een geestesgestoorde onderwijzeres. Werkzaam als boekhouder, werd hij in 1893 tot vier jaar cel veroordeeld voor valsheid in geschrifte en oplichterij. Na het uitzitten van zijn celstraf week hij uit naar Engeland.

## Engeland
Eerst werkte hij als kelner in Londen en poogde een paar maal in een boekhandel te werken, zonder succes. Zich ongehuwd verklarende, trouwde hij met een Londense arbeidster en het gezin kreeg een zoon. Hij waagde zijn kans in Glasgow, zonder succes. Terug in Londen en om den brode trad hij in dienst van de Italiaanse geheime dienst met als opdracht de anarchistische organisaties te bespioneren. Met het verdiende geld wilde hij een huis kopen en er een drukkerij in oprichten om een anarchistische krant uit te geven. Hij bleef niet lang in dienst, want men kwam erachter dat hij met de anarchisten sympathiseerde.
In mei 1902 ontdekten anarchisten Rubino's banden met de Italiaanse geheime dienst en klaagde de anarchistische pers hem aan als spion. Anarchisten zoals Errico Malatesta en Louise Michel sommeerden hem uitleg te geven. Om zijn trouw te bewijzen aan het anarchisme, besloot Rubino een moordaanslag te plegen. Volgens een informant kondigde hij voor zijn vertrek uit Londen aan dat hij een daad van zuivering zou stellen.

## Aanslag op Leopold II

### Schietpartij
Eind oktober 1902 verhuisde Rubino alleen naar de Beenhouwerstraat 21 in Brussel. In de Sint-Hubertusgalerijen kocht hij foto's van leden van de Koninklijke familie om te weten wie hij moest ombrengen. In de ochtend van 15 november 1902, Koningsdag, kwam Leopold II terug van een kerkdienst ter nagedachtenis van zijn moeder, koningin Louise-Marie en van zijn drie weken eerder overleden vrouw, koningin Marie-Henriëtte.
Rubino wachtte met een revolver (gemaakt in een Luikse wapenfabriek en gekocht in Londen) de stoet op in de Koningsstraat. Toen Leopolds rijtuig voorbijreed, rende hij de straat op en loste hij drie schoten. Ze misten doel. Rubino werd hardhandig aangepakt door een woedende menigte die Ter Dood! en Lang leve de koning! scandeerde. De politie moest de anarchist uit de handen van de massa redden.
Op het politiebureau gaf Rubino aan geen spijt te hebben en verklaarde hij geen medeplichtigen te hebben, hoewel hierover twijfel bestond omdat de revolver niet werd teruggevonden en dus door iemand kon zijn meegenomen. Sommigen getuigden dat iemand wegrende.

### Motief
Een deel van Rubino's memorie van verdediging, die hij tijdens zijn gevangenschap schreef, droeg de titel: 'Hoe ik op het idee kwam een koning te vermoorden'. Waarom werd het de koning der Belgen? Volgens historica Anne Morelli alvast niet als wraak voor wreedheden in de Onafhankelijke Congostaat waar Leopold II van België in de Angelsaksische pers verantwoordelijk werd voor gesteld. De keuze van Leopold II was toevallig. In Engeland zou een aanslag op koning Eduard VII van het Verenigd Koninkrijk geen revolutionaire uitbarsting veroorzaken omdat de monarchie er te populair was, dacht Rubino. Verder dan België raakte hij niet met zijn budget.
In België was een proletarische opstand mogelijk, dacht hij. Het revolutionaire denken werd er in de lente van 1902 aangezwengeld door een socialistische algemene staking, die gepaard ging met straatagitatie die het algemeen enkelvoudig stemrecht wilde afdwingen. Bij ongeregeldheden in Leuven schoot de burgerwacht zes stakers neer. De uiteindelijke verantwoordelijkheid voor die repressie lag bij Leopold II, oordeelde Rubino.
Hij eindigde zijn verklaring met Om die redenen vertrok ik naar België, om tegelijk met mijn eigen ellende, de ellende van de proletariërs te wreken, en de koning te doden, in de hoop op een revolutie.

### Proces en opsluiting
Tijdens het proces voor het hof van assisen van Brabant in februari 1903 werd Rubino schuldig verklaard en veroordeeld tot levenslange dwangarbeid en afzondering. De advocaten Emile Royer (1866-1916) en Charles Gheude (1871–1956) verdedigden hem. Naast het schrijven van zijn herinneringen en verdediging, vertaalde hij boeken uit het Italiaans naar het Frans. Hij hoopte vrij te komen in 1912. De hoop bleek ijdel. Het totale isolement, zonder bezoek of contact met medegevangenen, dreef hem tot waanzin. Hij stierf, waarschijnlijk aan de gevolgen van de Spaanse griep en krankzinnigheid, op 14 maart 1918 in de gevangenis van Leuven, niet zo ver van het monument van de gestorven arbeiders die hij wilde wreken.